# Sequenzstratigraphie
Die Sequenzstratigraphie ist eine geowissenschaftliche Methode der stratigraphischen Korrelation von Sedimentgesteinen. Grundlage der Korrelation sind abrupte Änderungen der sedimentären Fazies oder markante Schichtflächen, die jeweils Umschwünge in der Sedimentationsdynamik innerhalb der verglichenen Sedimentabfolgen widerspiegeln. Diese sind wiederum das Ergebnis zyklischer Schwankungen des relativen Meeresspiegels (auch Accommodation Space genannt) im Verlauf geologischer Zeiträume, die sowohl durch globale Meeresspiegelzyklen als auch durch regionale Tektonik („Uplift“ und Subsidenz) gesteuert sind. Zwar äußern sich Schwankungen des relativen Meeresspiegels unter anderem anhand der Änderung lithologischer Merkmale, jedoch werden bei der Sequenzstratigraphie, im Unterschied zur Lithostratigraphie, nicht Schichten mit denselben lithologischen Merkmalen miteinander korreliert, sondern nur solche, die wahrscheinlich während derselben Phase eines Zyklus des relativen Meeresspiegels zur Ablagerung kamen. Dies erlaubt eine Korrelation auch von Schichten, die relativ stark unterschiedlichen Ablagerungsmilieus entstammen (z. B. neritische und pelagische Sedimente).
Da die Sequenzstratigraphie von nordamerikanischen Geologen entwickelt wurde, verfügt sie über eine englischsprachige Terminologie, die auch im deutschen Sprachraum weitgehend angewendet wird.

## Prinzip
Traditionell betrachtet die Sequenzstratigraphie vor allem passive Kontinentalränder und Epikontinentalmeere. Bei einem Anstieg des relativen Meeresspiegels (Transgression) verändert sich solch ein Ablagerungssystem in einer Weise, dass Sedimente mit denselben faziellen Eigenschaften (z. B. Korngröße, Sedimentstrukturen, Fossilführung – spiegeln das Ablagerungsmilieu wider) weiter landeinwärts (d. h. näher dem Ursprungsort bzw. dem Rand des Sedimentbeckens) abgelagert werden als zuvor. Bei einem Abfall des relativen Meeresspiegels (Regression) werden Sedimente derselben Fazies weiter seewärts (d. h. näher am Zentrum des Sedimentbeckens) abgelagert als zuvor und vormals landwärtiger abgelagerte Sedimente werden abgetragen.
Da Sedimente bzw. bestimmte sedimentäre Fazies, die zu einem bestimmten Zeitpunkt nebeneinander (in lateraler Abfolge) vorkommen, in geologischen Zeiträumen auch übereinander (in vertikaler Abfolge) vorkommen (Walther’sche Faziesregel), können in einem beliebigen vertikalen Profil Sedimentationstrends bzw. die Bewegungen des relativen Meeresspiegels (regressiv oder transgressiv) in der geologischen Vergangenheit bestimmt werden. Diese Trends weisen zyklische Muster auf, die das Grundgerüst der Sequenzstratigraphie bilden.
Die kleinste Einheit der Sequenzstratigraphie ist die Parasequenz. Sie entspricht einem regressiven Kleinzyklus (einem sogenannten Zyklus 4. oder 5. Ordnung), repräsentiert durch einen Schichtenstapel mit regressiver Tendenz. Begrenzt wird eine Parasequenz durch sogenannte Flooding Surfaces. Eine Flooding Surface ist definiert als Schichtfläche oberhalb derer sich stets Ablagerungen befinden, die einer seewärtigeren (in tieferem Wasser abgelagerten) Fazies entsprechen als die Ablagerungen unterhalb, wobei die Walther’sche Faziesregel nicht angewendet werden kann, d. h. die Ablagerungen ober- und unterhalb der Flooding Surface entstammen keinen unmittelbar lateral benachbarten Ablagerungsmilieus.
Abfolgen von Parasequenzen bilden Parasequenz-Sets. Letztere weisen ein bestimmtes Stapelungsmuster („stacking pattern“) auf, wobei Progradation (entspricht einem regressiven Trend), Retrogradation (entspricht einem transgressiven Trend) und Aggradation (entspricht einem konstanten relativen Meeresspiegel) unterschieden werden.
Eine Sequenz, die namensgebende Einheit der Sequenzstratigraphie, entspricht einem größeren Zyklus (einem sogenannten Zyklus 3. Ordnung) und besteht aus einer Abfolge von Parasequenz-Sets, die auf bis zu vier sogenannte Systems Tracts entfallen, die jeweils aus wenigstens einem Parasequenz-Set bestehen und für die jeweils ein bestimmtes Stapelungsmuster kennzeichnend ist. Begrenzt werden die Systems Tracts durch besonders markante Flooding Surfaces. Die Sequenz selbst wird begrenzt durch sogenannte Sequence Boundarys.
Die Zugehörigkeit eines Parasequenz-Sets zu einem der vier Systems Tracts hängt von dessen Stapelungsmuster ab, das sowohl den Sedimentationstrend (transgressiv vs. regressiv) als auch die Geschwindigkeit der Änderung des relativen Meeresspiegels während ihrer Ablagerung widerspiegelt. Beide Faktoren haben unmittelbaren Einfluss auf die Sedimentationsdynamik und sind daher von besonderer Bedeutung für die Sequenzstratigraphie. Die vier Systems Tracts, die innerhalb einer Sequenz unterschieden werden (können), sind wie folgt charakterisiert:
- Highstand Systems Tract (HST)
  - repräsentiert einen allgemein hohen, aber nur langsam ansteigenden oder stagnierenden relativen Meeresspiegel
  - Stapelungsmuster: aggradational-progradational
  - Entsprechende Ablagerungen treten beckenweit auf.
  - Hangendgrenze ist die Sequence Boundary, die immer durch einen ausgeprägten Fazieskontrast hin zu einer deutlich seewärtigeren Fazies gekennzeichnet ist, wobei die auflagernde von der unterlagernden Fazies entweder durch eine Schichtlücke getrennt ist oder aber, in beckenwärtigen Bereichen, die Grenze als sogenannte correlative conformity ausgebildet ist.

- Falling Stage Systems Tract (FSST)
  - repräsentiert einen fallenden Meeresspiegel
  - Stapelungsmuster: progradational („downstepping“)
  - Entsprechende Ablagerungen treten ausschließlich in beckenwärtigen Bereichen auf oder können ganz fehlen.

- Lowstand Systems Tract (LST)
  - repräsentiert einen allgemein niedrigen, aber langsam ansteigenden relativen Meeresspiegel
  - Stapelungsmuster: progradational-aggradational
  - Entsprechende Ablagerungen treten vorwiegend in beckenwärtigen Bereichen auf.
  - Hangendgrenze ist die Transgressive Surface, gekennzeichnet durch das Auflagern retrogradationaler Parasequenz-Sets.

- Transgressive Systems Tract (TST)
  - repräsentiert einen schnell ansteigenden relativen Meeresspiegel
  - Stapelungsmuster: retrogradational
  - Entsprechende Ablagerungen treten beckenweit auf.
  - Hangendgrenze ist die Maximum Flooding Surface, eine durch die Effekte von Mangelsedimentation gekennzeichnete Schichtfläche.

Alle Flooding Surfaces sind sogenannte isochrone Flächen, das heißt, sie sind zeitgleich entstanden und können daher zur stratigraphischen Korrelation genutzt werden, auch wenn die Sedimentabfolge, in der sie auftreten, an verschiedenen Orten innerhalb des Sedimentbeckens lithologisch jeweils unterschiedlich aufgebaut ist.